# Nolina
Nolina és un gènere amb espècies de plantes de flors que havia estat classificada anteriorment en Nolinaceae, Agavaceae, Ruscaceae, o Asparagaceae.
Constitueix un grup de plantes xeròfits tropicals, distribuïdes àmpliament per Mèxic i estenent-se al sud d'EE. UU.. Alguns botànics inclouen el gènere Beaucarnea en Nolina.
Alguns dels seus membres es conrea com planta ornamental.

## Taxonomia
- Nolina affinis
- Nolina altamiranoana
- Nolina arenicola
- Nolina atopocarpa
- Nolina beldingii
- Nolina bigelovii
- Nolina brittoniana
- Nolina caudata
- Nolina cespitifera
- Nolina cismontana
- Nolina durangensis
- Nolina elegans
- Nolina erumpens
- Nolina georgiana
- Nolina greenei
- Nolina hartwegiana
- Nolina histrix
- Nolina hookeri
- Nolina humilis
- Nolina interrata
- Nolina javanica
- Nolina juncea
- Nolina lindheimeriana
- Nolina loderi
- Nolina longifolia
- Nolina matapensis
- Nolina micrantha
- Nolina microcarpa
- Nolina nelsonii
- Nolina palmeri
- Nolina parryi
- Nolina parviflora
- Nolina pliabilis
- Nolina pumila
- Nolina rigida
- Nolina stricta
- Nolina texana
- Nolina tuberculata
- Nolina watsonii
- Nolina wolfii